# Гусман, Нуньо де
Ну́ньо Бельтра́н де Гусма́н (исп. Nuño Beltrán de Guzmán, ок. 1490—1558) — испанский конкистадор.

## Биография
Родился около 1490 года в Гвадалахаре в знатной семье, его родителями были Эрнан Бельтран де Гусман (высший коннетабль испанской инквизиции) и донья Магдалена де Гусман. Во время восстания комунерос семья Гусман поддержала короля Карла I, и стала пользоваться его благосклонностью. Нуньо Бельтран де Гусман вместе с младшим братом вошли в сотню королевских телохранителей, и сопровождали монарха во время его путешествия во Фландрию в 1522 году.
В 1525 году король назначил Гусмана губернатором территории Пануко в Мексике. Он отправился в Новый Свет вместе с Луисом Понсе де Леоном (будущим губернатором Новой Испании), и в 1526 году прибыл на Эспаньолу, но там заболел, и прибыл в Мексику лишь в мае 1527 года. К тому времени Кортес уже распространил свою власть на Пануко, так что назначение Гусмана отдельным губернатором стало прямым вызовом. Гусмана, однако, поддержали конкистадоры, недовольные тем, как Кортес распределил энкомьенды, а также переселенцы из Испании, не участвовавшие в завоевании Мексики.
Став губернатором, Гусман нанёс тяжёлый удар по сторонникам Кортеса в Пануко, обвинив некоторых из них в нелояльности по отношению к испанской короне за то, что они поддержали претензии Кортеса на титул вице-короля; некоторые были лишены имущества, другие осуждены и казнены. Также он присоединил к Пануко ряд близлежащих территорий соседних провинций. Эти действия поставили Новую Испанию на грань гражданской войны, ибо губернатор Новой Испании Алонсо Эстрада, поддерживавший Кортеса, отправил экспедицию, чтобы отбить земли, экспроприированные Гусманом.
Будучи губернатором, Гусман организовал в Пануко систему торговли рабами-индейцами. Во время экспедиции вдоль реки Рио-де-Лас-Пальмас в 1528 году он позволил каждому кавалеристу иметь 20 индейцев-рабов, а каждому пехотинцу — 15. В 1529 году он выдал индивидуальные разрешения на рабов общим количеством на 1000 человек. Изначально он не позволял продавать рабов на экспорт, однако потом изменил мнение, и за 8 месяцев выдал более 1500 лицензий (каждая из которых позволяла вывезти от 15 до 50 рабов).
Королевским указом от 15 декабря 1527 года была образована Королевская аудиенсия Мехико, а Гусман был назначен её председателем. В связи с тем, что Гусман был губернатором Пануко, король приказал судьям собраться в Веракрусе, и уже оттуда двинуться в Мехико, но четверо судей, прибывших из Испании, не стали ждать Гусмана, и направились прямиком в столицу колонии. Они прибыли в Мехико 8 декабря 1528 года, а Гусман — несколько дней спустя. Инструкции, данные Аудиенсии, включали рекомендации о хорошем отношении к коренному населению, и директиву о проведении в течение 90 дней расследования обвинений, выдвинутых в адрес Кортеса и его ближайших сподвижников — Педро де Альварадо, Алонсо де Эстрады, Родриго де Альборноса, Гонсало де Саласара и Педро Альминеса Чирино.
Оказавшись фактическим главой Новой Испании (Кортес находился в Испании, защищаясь от выдвинутых обвинений перед короной), Гусман приказал вывесить на главных зданиях столицы королевские гербы, показывая, что власть в колонии исходит от короны, а не от Кортеса. Также Аудиенсия запретила прямые сношения с королевским двором в Испании. Запрет оказался настолько действенным, что епископ Хуан де Сумаррага был вынужден передавать своё письмо через контрабандиста.
21 декабря 1529 года, оставив во главе Аудиенсии Хуана Ортиса де Матиенсо, Гусман с 300—400 недовольными конкистадорами и 5-8 тысячами союзных индейцев отправился из Мехико на запад на покорение новых земель. Экспедиция была отмечена такими актами геноцида, что епископ Сумаррага наложил на Мехико интердикт. Однако Гусман продолжал свои действия, что привело к индейскому восстанию. 29 сентября 1531 года им был основан город Сан-Мигель-де-Кульякан.
Исследованным и завоёванным территориям Гусман дал название «Conquista del Espíritu Santo de la Mayor España». Королева Хуана, однако, не утвердила это название, и королевским декретом от 25 января 1531 года эти земли получили название «Королевство Новая Галисия». Оно входило в состав Новой Испании, но было неподотчётно Королевской аудиенсии Мехико.
В должности губернатора Новой Галисии Гусман продолжал грубо угнетать индейцев, войдя из-за этого в конфликт с епископами Хуаном де Сумаррагой и Васко де Кирогой, а также священниками-миссонерами вроде Торибио де Бенавенте. Он рассорился с властями и Королевской аудиенсией Мехико, и нажил себе много врагов. В 1533 году он был смещён с поста губернатора Пануко, а в 1534 году — с поста губернатора Новой Галисии. В 1536 году он был арестован, и после годичного пребывания в заключении отправлен в Испанию. Там он в 1538 году был освобождён, а в 1539 году вновь получил место королевского телохранителя.
Нуньо де Гусман заработал репутацию одной из худших личностей среди конкистадоров, и был назван биографом Дональдом Чипмэном «воплощением Чёрной легенды».